# Saint-Colomban (Kanada)
Saint-Colomban – miasto w Kanadzie, w prowincji Quebec.